# Adler's Appetite
Adler's Appetite var ett amerikanskt rockband som grundades år 2003 av Keri Kelli, tidigare gitarrist i Slash's Snakepit. Då bestod bandet av Kelli, tidigare Guns N' Roses-trummisen Steven Adler, därav bandets namn, Faster Pussycats gitarrist Brent Muscat, tidigare Ratt-basisten Robbie Crane och senare Ratts och tidigare Love/Hates sångare Jizzy Pearl. Bandet bestod vid upplösningen av Patrick Stone (sång), Steven Adler (trummor), Michael Thomas (gitarr), Lonnie Paul (gitarr) och Chip Z'nuff (basgitarr).
Bandet återförenades 2018.

## Medlemmar
Nuvarande medlemmar
- Steven Adler – trummor, slagverk (2003–2006, 2007–2011, 2018– )
- Michael Thomas – sologitarr (2004 som turnerande medlem, 2005–2006, 2007–2011, 2018– )
- Alistair James – rytmgitarr (2018– )
- Ariel Kamin – sång (2018– )
- Tanya O'Callaghan – basgitarr (2018– )

Tidigare medlemmar
- Robbie Crane – basgitarr (2003–2005)
- Keri Kelli – gitarr (2003–2005)
- Brent Muscat – gitarr (2003–2004)
- Jizzy Pearl – sång (2003, 2003–2005)
- Sean Crosby – sång (2003)
- Sheldon Tarsha – sång (2005–2006, 2009)
- Chip Z'nuff – basgitarr (2005–2006, 2007–2011)
- JT Longoria – gitarr (2005–2006)
- Michael Thomas – guitar (2005–2006, 2007–2011)
- Colby Veil – sång (2007–2009)
- Kristy Majors – gitarr (2007–2008)
- Alex Grossi – gitarr (2008–2011)
- Rick Stitch – sång (2009–2011)
- Lonny Paul – gitarr (2011)
- Patrick Stone – sång (2011)

Turnerande medlemmar
- Chip Z'nuff – basgitarr (2005)
- JT Longoria – gitarr (2005)
- Erik Turner – gitarr (2003)
- Craig Bedford – gitarr (2005)
- Joe Lesté – sång (2005)
- Chuck Wright – basgitarr (2009)
- Robo – gitarr (2011)

## Diskografi
EP
- Adler's Appetite (2005)
- Alive (2012)

Singlar
- "Alive" (2010)
- "Stardog" (2010)
- "Fading" (2010)